# M Countdown
M Countdown (Hangul: 엠카운트다운) – południowokoreański program muzyczny nadawany w stacji Mnet. Emitowany jest na żywo w każdy czwartek od 18:00 do 19:50 KST. W programie występują debiutujący artyści oraz jedni z najpopularniejszych muzyków w kraju. Jest nadawany ze studia CJ E&M Center znajdującego się w Sangam-dong, dzielnicy Mapo w Seulu. Program emitowany jest także w Chinach, Hongkongu, Japonii, Stanach Zjednoczonych, na Filipinach, Tajwanie, Malezji, Singapurze i innych krajach.
Od 27 lutego 2015 roku ranking prezentowany na M Countdown jest obliczany przez łączenie sprzedaży cyfrowej singli (45%), sprzedaży albumów (15%), Social Media Score (odsłony oficjalnych teledysków na YouTube + M Countdown Live Clips) (15%), Global fan voting (głosy międzynarodowych fanów przez Mwave, Mnet Japan i Mnet America + SMS Votes) (10%), Broadcasting Score (10%).

## Oficjalni prowadzący
- Tony An i Shin So-yul (10 marca 2011 – 23 sierpnia 2012)
- Lee Hong-gi (30 sierpnia 2012 – 13 grudnia 2012)
- Kim Woo-bin (15 sierpnia 2013 – 13 lutego 2014)[5].
- Ahn Jae-hyun i Jung Joon-young (27 lutego 2014 – 20 listopada 2014)
- Lee Jung-shin, Key, BamBam i Park Jin-young (19 marca 2015 – 3 marca 2016)
- Lee Jung-shin i Key (17 marca 2016 – 8 września 2016)
- Key (22 września 2016 – 13 kwietnia 2017)
- Lee Dae-hwi i Han Hyun-min (od 4 kwietnia 2019)

## Lista zdobywców pierwszego miejsca

### 2004
| Lista zwycięzców |
| --- |
| Lipiec - 07.29 – BoA1. – „My Name”1. [950 punktów] Sierpień - 08.05 – TVXQ1. – „The Way U Are”1. - 08.12 – TVXQ2. – „The Way U Are”2. - 08.19 – TVXQ3. – „The Way U Are”3. - 08.26 – Se7en1. – „Passion”1. Wrzesień - 09.02 – Se7en2. – „Passion”2. - 09.09 – Se7en3. – „Passion”3. - 09.16 – Lee Seung-chul1. – „Long Day”1st - 09.23 – Lee Seung-chul2. – „Long Day”2. [909 punktów] - 09.30 – Shinhwa1st – „Brand New”1st [924 punktów] Październik - 10.07 – Shinhwa2. – „Brand New”2. [964 punktów] - 10.14 – Shinhwa3. – „Brand New”3. [971 punktów] - 10.21 – brak programu - 10.28 – Lee Soo-young1. – „Hwilili”1st Listopad - 11.04 – Rain1. – „It’s Raining”1. - 11.11 – Rain2. – „It’s Raining”2. - 11.18 – brak programu - 11.25 – TVXQ4. – „Believe”1. Grudzień - 12.02 – TVXQ5. – „Believe”2. - 12.09 – TVXQ6. – „Believe”3. - 12.16 – Wheesung1. – „Incurable”1. - 12.23 – Wheesung2. – „Incurable”2. - 12.30 – brak programu |

### 2005
| Lista zwycięzców |
| --- |
| Styczeń - 01.06 – M.C. the MAX1. – „Don’t Say You’re Happy”1. - 01.27 – g.o.d.1. – „An Ordinary Day”1. Luty - 02.03 – M.C. the MAX2. – „Don’t Say You’re Happy”2. - 02.17 – Chae Yeon1. – „Two of Us”1. - 02.23 – Chae Yeon2. – „Two of Us”2. Marzec - 03.03 – Tei1. – „Love Is... Only One”1. - 03.17 – Jo Sung-mo1. – „Mr. Flower”1. - 03.31 – Buzz1. – „Coward”1. Kwiecień - 04.07 – Buzz2. – „Coward”2. - 04.21 – Buzz3. – „Coward”3. - 04.28 – Jewelry1. – „Super Star”1. Maj - 05.26 – Shin Hye-sung1. – „Same Idea”1. Czerwiec - 06.23 – Yoon Do-hyun1. – „I Think I Loved You”1. - 06.30 – MC Mong1. – „Invincible”1. Lipiec - 07.07 – Buzz4. – „Leaving on a Journey to Me”1. - 07.28 – BoA2. – „Girls on Top”1. Wrzesień - 09.15 – SS5011. – „Never Again”1. [900 pkt.] Październik - 10.13 – TVXQ7. – „Rising Sun”1. [942 pkt.] - 10.27 – M (Lee Min-woo)1. – „Bump”1. |

### 2006
| Lista zwycięzców |
| --- |
| Styczeń - 01.05 – SS5012. – „Snow Prince”1. [925 pkt.] - 01.19 – SS5013. – „Snow Prince”2. [945 pkt.] Luty - 02.02 – M.C. the MAX3. – „We Love To Be Hurt”1. [917 pkt.] - 02.16 – Fly to the Sky1. – „Like a Man”1. [898 pkt.] Marzec - 03.02 – Lee Seung-gi1. – „Words That Are Hard To Say”1. [943 pkt.] - 03.16 – Lee Hyori1. – „Get Ya!”1. [943 pkt.] - 03.30 – Lee Seung-gi2. – „Words That Are Hard To Say”2. [915 pkt.] Kwiecień - 04.27 – Se7en4. – „I Know”1. [936 pkt.] Maj - 05.11 – SG Wannabe1. – „Partner For Life”1. [911 pkt.] - 05.18 – SG Wannabe2. – „Partner For Life”2. [905 pkt.] Czerwiec - 06.01 – Buzz5. – „Don’t Know Men”1. [902 pkt.] - 06.22 – Shinhwa4. – „Once In A Lifetime”1. [909 pkt.] Lipiec - 07.06 – Super Junior1. – „U”1. [914 pkt.] - 07.20 – Super Junior2. – „U”2. [931 pkt.] August - 08.03 – SG Wannabe3. – „I Loved You”1. [912 pkt.] - 08.17 – SG Wannabe4. – „I Loved You”2. [890 pkt.] - 08.31 – Super Junior3. – „Dancing Out”1. [910 pkt.] Wrzesień - 09.14 – PSY1. – „Entertainer”1. [922 pkt.] - 09.28 – Lee Seung-gii3. – „Please”1. [904 pkt.] Październik - 10.12 – Lee Seung-gi4. – „Please”2. [914 pkt.] - 10.26 – TVXQ8. – „'O'-Jung.Ban.Hap.”1. [943 pkt.] Listopad - 11.09 – TVXQ9. – „'O'-Jung.Ban.Hap.”2. [941 pkt.] Grudzień - 12.07 – TVXQ10. – „Balloons”1. [902 pkt.] - 12.21 – SG Wannabe5. – „Song of Love”1. [885 pkt.] |

### 2007
| Lista zwycięzców |
| --- |
| Styczeń - 01.04 – Son Ho-young1. – „Love Brings Separation”1. [868 pkt.] - 01.18 – SS5014. – „4 Chance”1. [879 pkt.] Luty - 02.01 – SS5015. – „4 Chance”2. [883 pkt.] - 02.15 – Epik High1. – „Fan”1. [951 pkt.] Marzec - 03.01 – Epik High2. – „Fan”2. [936 pkt.] - 03.15 – Epik High3. – „Fan”3. [931 pkt.] - 03.29 – IVY1. – „Sonata of Temptation”1. [919 pkt.] Kwiecień - 04.26 – SG Wannabe6. – „Arirang”1. [933 pkt.] Maj - 05.10 – IVY2. – „If You’re Gonna Be Like This”1. [930 pkt.] - 05.24 – SG Wannabe7. – „One Summer’s Day Dream”1. [919 pkt.] Czerwiec - 06.07 – The Grace1. – „One More Time, OK?”1. [903 pkt.] - 06.21 – Yangpa1. – „Love.. What is it?”1. [897 pkt.] Lipiec - 07.05 – SeeYa1. – „Love’s Greeting”1. [942 pkt.] - 07.19 – FTISLAND1. – „Love Sick”1. [897 pkt.] - 07.26 – FTISLAND2. – „Love Sick”2. [876 pkt.] August - 08.16 – Fly to the Sky2. – „My Angel”1. [896 pkt.] - 08.30 – SeeYa2. – „Shall We Marry”1. [887 pkt.] Wrzesień - 09.13 – Lee Seung-gi5. – „White Lie”1. [940 pkt.] - 09.27 – BIGBANG1. – „Lies”1. [929 pkt.] Październik - 10.11 – Girls’ Generation1. – „Into the New World”1. [889 pkt.] - 10.25 – BIGBANG2. – „Lies”2. [898 pkt.] Listopad - 11.01 – Super Junior4. – „Don’t Don”1., V.O.S1. – „Everyday Everyday”1. [851 pkt.] - 11.08 – Wonder Girls1. – „Tell Me”1. [900 pkt.] Grudzień - 12.06 – Girls’ Generation2. – „Girls’ Generation”1. [932 pkt.] - 12.20 – Girls’ Generation3. – „Girls’ Generation”2. [885 pkt.] |

### 2008
| Lista zwycięzców |
| --- |
| Styczeń - 01.17 – BIGBANG3. – „Last Farewell”1. [939 pkt.] - 01.31 – SeeYa3. – „Sad Footsteps”1. [914 pkt.] Luty - 02.14 – Girls’ Generation4. – „Kissing You”1. [927 pkt.] - 02.28 – Girls’ Generation5. – „Kissing You”2. [965 pkt.] Marzec - 03.13 – Jewelry2. – „One More Time”1. [924 pkt.] - 03.27 – Gummy1. – „I’m Sorry”1. [916 pkt.] Kwiecień - 04.10 – Girls’ Generation6. – „Baby Baby”1. [919 pkt.] - 04.24 – Lee Seung-gi6. – „I’ll Give You My Everything”1. [949 pkt.] Maj - 05.08 – MC Mong2. – „Circus”1. [912 pkt.] - 05.22 – MC Mong3. – „Circus”2. [943 pkt.] Czerwiec - 06.12 – MC Mong4. – „Circus”3. [923 pkt.] - 06.19 – Taeyang1. – „Look Only At Me”1. [936 pkt.] - 06.26 – Taeyang2. – „Look Only At Me”2. [951 pkt.] Lipiec - 07.03 – Taeyang3. – „Look Only At Me”3. [942 pkt.] - 07.10 – Wonder Girls2. – „So Hot”1. [939 pkt.] - 07.17 – Wonder Girls3. – „So Hot”2. [945 pkt.] - 07.24 – Wonder Girls4. – „So Hot”3. [944 pkt.] - 07.31 – Lee Hyori2. – „U-Go-Girl”1. [944 pkt.] Sierpień - 08.14 – Lee Hyori3. – „U-Go-Girl” 2. [939 pkt.] - 08.21 – Lee Hyori4. – „U-Go-Girl” 3. [936 pkt.] - 08.28 – BIGBANG4. – „Day By Day”1. [950 pkt.] Wrzesień - 09.04 – BIGBANG5. – „Day By Day”2. [955 pkt.] - 09.11 – BIGBANG6. – „Day By Day”3. [946 pkt.] - 09.18 – SHINee1. – „Love Like Oxygen”1. [921 pkt.] - 09.25 – BIGBANG7. – „Day By Day”4. [960 pkt.] Październik - 10.02 – FTISLAND3. – „After Love”1. [939 pkt.] - 10.09 – TVXQ11. – „Mirotic”1. [950 pkt.] - 10.23 – TVXQ12. – „Mirotic”2. [952 pkt.] - 10.30 – TVXQ13th – „Mirotic”3. [963 pkt.] Listopad - 11.06 – Rain3. – „Rainism”1. [933 pkt.] - 11.27 – Rain4. – „Rainism”2. [939 pkt.] Grudzień - 12.04 – BIGBANG8. – „Sunset Glow”1. [949 pkt.] |

### 2009
| Lista zwycięzców |
| --- |
| Styczeń - 01.08 – SS5016. – „U R Man”1. [938 pkt.] - 01.15 – SS5017. – „U R Man”2. [928 pkt.] - 01.22 – Seungri1. – „Strong Baby”1. [953 pkt.] Luty - 02.05 – Seungri2. – „Strong Baby”2. [946 pkt.] - 02.19 – Seungri3. – „Strong Baby”3. [951 pkt.] - 02.26 – Seungri4. – „Strong Baby”4. [942 pkt.] Marzec - 03.05 – KARA1. – „Honey”1. [933 pkt.] - 03.12 – KARA2. – „Honey”2. [960 pkt.] - 03.26 – KARA3. – „Honey”3. [953,0 pkt.] Kwiecień - 04.02 – Davichi1. – „82821. [961,4 pkt.] - 04.09 – Super Junior5. – „Sorry, Sorry”1. [968,0 pkt.] - 04.16 – Son Dam-bi1. – „Saturday Night”1. [948,1 pkt.] - 04.23 – Super Junior6. – „Sorry, Sorry”2. [958,0 pkt.] - 04.30 – Davichi2. – „8282”2. [956,2 pkt.] Maj - 05.07 – 2PM1. – „Again & Again”1. [970,2 pkt.] - 05.14 – 2PM2. – „Again & Again”2. [973,4 pkt.] - 05.21 – 2PM3. – „Again & Again”3. [975,0 pkt.] - 05.28 – 2PM4. – „Again & Again”4. [946,5 pkt.] [Maj Only One Song] Czerwiec - 06.04 – SG Wannabe8. – „I Love You”1. [945,1 pkt.] - 06.12 – SG Wannabe9. – „I Love You”2. [938,1 pkt.] - 06.18 – V.O.S1. – „Trouble”1. [941,9 pkt.] - 06.25 – V.O.S2. – „Trouble”2. [946,0 pkt.] [Czerwiec Only One Song] Lipiec - 07.02 – 2PM5. – „I Hate You”1. [941,3 pkt.] - 07.09 – 2PM6. – „I Hate You”2. [968,0 pkt.] - 07.16 – 2PM7. – „I Hate You”3. [969,8 pkt.] - 07.23 – 2NE11. – „I Don’t Care „1. [977,9 pkt.] - 07.30 – 2PM8. – „I Hate You”4. [962,6 pkt.] Sierpień - 08.06 – 2NE12. – „I Don’t Care”2. [979,8 pkt.] - 08.13 – 2NE13. – „I Don’t Care”3. [981,3 pkt.] - 08.20 – Brown Eyed Girls1. – „Abracadabra”1. [944,5 pkt.] - 08.27 – 2NE14. – „I Don’t Care” 4. [978,2 pkt.] Wrzesień - 09.03 – Brown Eyed Girls2. – „Abracadabra”2. [970,9 pkt.] - 09.10 – G-Dragon1. – „Heartbreaker”1. [973,2 pkt.] - 09.17 – G-Dragon2. – „Heartbreaker”2. [974,5 pkt.] - 09.24 – G-Dragon3. – „Heartbreaker”3. [975,7 pkt.] Październik - 10.01 – 4minute1. – „Muzik”1. [959,7 pkt.] - 10.08 – Park Hyo-shin1. – „After Love”1. [959,0 pkt.] - 10.15 – Kim Tae-woo1. – „Love Rain”1. [952,9 pkt.] - 10.22 – Kim Tae-woo2. – „Love Rain”2. - 10.29 – Park Hyo -shin2. – „After Love”2. [958,0 pkt.] Listopad - 11.05 – SHINee2. – „Ring Ding Dong”1. [972,6 pkt.] |

### 2010
| Lista zwycięzców |
| --- |
| Luty - 02.25 – 2AM1. – „Can’t Let You Go Even If I Die”1. [976 pkt.] Marzec - 03.04 – KARA4. – „Lupin”1. [938 pkt.] - 03.11 – KARA5. – „Lupin”2. [931 pkt.] - 03.18 – T-ARA1. – „I Go Crazy Because Of You”1. [938 pkt.] - 03.25 – BEAST1. – „Shock”1. [918 pkt.] Kwiecień - 04.01 – 2AM2. – „I Did Wrong”1. [938 pkt.] - 04.08 – Rain5. – „Love Song”1. [926 pkt.] - 04.15 – Rain6. – „Love Song”2. [959 pkt.] - 04.22 – Lee Hyori5. – „Chitty Chitty Bang Bang”1. [942 pkt.] - 04.29 – 2PM9. – „Without U”1. [943 pkt.] Maj - 05.06 – 2PM10. – „Without U”2. [930 pkt.] - 05.13 – 2PM11. – „Without U”3. [931 pkt.] - 05.20 – Seo In-guk1. – „Love U”1. [939 pkt.] - 05.27 – Wonder Girls5. – „2 Different Tears”1. [927 pkt.] Czerwiec - 06.03 – MBLAQ1. – „Y”1. [930 pkt.] - 06.10 – CNBlue1. – „Love”1. [868 pkt.] - 06.17 – 4minute2. – „HuH”1. [859 pkt.] - 06.24 – Seo In-young1. – „Goodbye Romance”1. [907 pkt.] Lipiec - 07.01 – CNBLUE2. – „Love”2. [922 pkt.] - 07.08 – Taeyang4. – „I Need a Girl”1. [964 pkt.] - 07.15 – Taeyang5. – „I Need a Girl”2. [939 pkt.] - 07.22 – miss A1. – „Bad Girl Good Girl”1. [940 pkt.] - 07.29 – Se7en5. – „Better Together”1. [940 pkt.] Sierpień - 08.05 – Se7en6. – „Better Together”2. [920 pkt.] - 08.12 – G.NA1. – „I’ll Back Off So You Can Live Better”1. [905 pkt.] - 08.19 – DJ DOC1. – „I’m This Person”1. [912 pkt.] - 08.26 – brak programu (Jo Sung-mo2. – „I Wanna Cheat”1.) Wrzesień - 09.02 – Taeyang6. – „I’ll Be There”1. [914 pkt.] - 09.09 – FTISLAND4. – „Love Love Love”1. [935 pkt.] - 09.16 – 2NE15. – „Clap Your Hands”1. [930 pkt.] - 09.23 – 2NE16. – „Can’t Nobody”1. - 09.30 – 2NE17. – „Can’t Nobody”2. [927 pkt.] Październik - 10.07 – brak programu (2NE18. – „Can’t Nobody”3. [887 pkt.]) - 10.14 – BEAST2. – „숨” („Breath”)1. [924 pkt.] - 10.21 – miss A2. – „Breathe”1. [892 pkt.] - 10.28 – 2PM12. – „I’ll be back”1. [951 pkt.] Listopad - 11.04 – 2PM13. – „I’ll be back”2. [946 pkt.] - 11.11 – PSY2. – „Right Now”1. [907 pkt.] Grudzień - 12.09 – T-ARA2. – „Wae Ireoni”1. [920 pkt.] - 12.16 – T-ARA3. – „Yayaya”1. [907 pkt.] - 12.23 – IU1. – „Good Day”1. [901 pkt.] - 12.30 – GD & TOP1. – „Oh Yeah”1. [943 pkt.] |

### 2011
| Lista zwycięzców |
| --- |
| Styczeń - 01.06 – GD & TOP2. – „High High”1. [951 pkt.] - 01.13 – SECRET1. – „Shy Boy”1. [847 pkt.] - 01.20 – TVXQ14. – „Keep Your Head Down”1. [954 pkt.] - 01.27 – Seungri5. – „V.V.I.P”1. [963 pkt.] Luty - 02.03 – brak programu (Seungri6. – „What Can I Do”)1. - 02.10 – Seungri7. – „What Can I Do”2. [943 pkt.] - 02.17 – G.NA2. – „Black & White”1. [941 pkt.] - 02.24 – G.NA3. – „Black & White”2. [907 pkt.] Marzec - 03.03 – BIGBANG9. – „Tonight”1. [952 pkt.] - 03.10 – BIGBANG10. – „Tonight”2. [9090 pkt.] - 03.17 – BIGBANG11. – „Tonight”3. [9171 pkt.] - 03.24 – Wheesung3. – „Heart Aching Story”1. [8999 pkt.] - 03.31 – CNBlue3. – „Intuition”1. [9255 pkt.] Kwiecień - 04.07 – CNBLUE4. – „Intuition”2. [9654 pkt.] - 04.14 – CNBLUE5. – „Intuition”3. [8901 pkt.] - 04.21 – 4minute3. – „Mirror Mirror”1. [9117 pkt.] - 04.28 – BIGBANG12. – „Love Song”1. [8901 pkt.] Maj - 05.05 – f(x)1. – „Pinocchio (Danger)”1. [8845 pkt.] - 05.12 – f(x)2. – „Pinocchio (Danger)”2. [8675 pkt.] - 05.19 – f(x)3. – „Pinocchio (Danger)”3. [8301 pkt.] - 05.26 – BEAST3. – „Fiction”1. [9136 pkt.] Czerwiec - 06.02 – BEAST4. – „Fiction”2. [9253 pkt.] - 06.09 – BEAST5. – „Fiction”3. [9191 pkt.] - 06.16 – Kim Hyun-joong1. – „Break Down”1. [8078 pkt.] - 06.23 – Kim Hyun-joong2. – „Break Down”2. [8561 pkt.] - 06.30 – f(x)4. – „Hot Summer”1. [8919 pkt.] Lipiec - 07.07 – brak programu (2PM14. – „Hands Up”)1. - 07.14 – T-ARA4. – „Roly-Poly”1. [9130 pkt.] - 07.21 – T-ARA5. – „Roly-Poly”2. [8864 pkt.] - 07.28 – miss A3. – „Good-bye Baby”1. [8616 pkt.] Sierpień - 08.04 – 2NE19. – „Ugly”1. [8946 pkt.] - 08.11 – Super Junior7. – „Mr. Simple”1. [9036 pkt.] - 08.18 – Super Junior8. – „Mr. Simple”2. [9155 pkt.] - 08.25 – Super Junior9. – „Mr. Simple”3. [8540 pkt.] Wrzesień - 09.01 – INFINITE1. – „Be Mine”1. [8775 pkt.] - 09.08 – INFINITE2. – „Be Mine”2. [8241 pkt.] - 09.15 – KARA6. – „Step”1. [9016 pkt.] - 09.22 – KARA7. – „Step”2. [9314 pkt.] - 09.29 – Huh Gak1. – „Hello”1. [8746 pkt.] Październik - 10.06 – brak programu (Brown Eyed Girls3. – „Sixth Sense”)1. - 10.13 – INFINITE3. – „Paradise”1. [9072 pkt.] - 10.20 – Brown Eyed Girls4. – „Sixth Sense”2. [7674 pkt.] - 10.27 – Girls’ Generation7. – „The Boys”1. [9180 pkt.] Listopad - 11.03 – brak programu (Girls’ Generation8. – „The Boys”)2. - 11.10 – Girls’ Generation9. – „The Boys”3. [8805 pkt.] - 11.17 – Wonder Girls6. – „Be My Baby”1. [9290 pkt.] - 11.24 – brak programu (Wonder Girls7. – „Be My Baby”)2. Grudzień - 12.01 – brak programu (T-ARA6. – „Cry Cry”)1. - 12.08 – T-ARA7. – „Cry Cry”2. [8757 pkt.] - 12.15 – Trouble Maker1. – „Trouble Maker”1. [9167 pkt.] - 12.22 – Trouble Maker2. – „Trouble Maker”2. [9043 pkt.] - 12.29 – Trouble Maker3. – „Trouble Maker”3. [8972 pkt.] |

### 2012
| Lista zwycięzców |
| --- |
| Styczeń - 01.05 – Apink1. – „My My”1. [8224 pkt.] - 01.12 – T-ARA8. – „Lovey-Dovey”1. [8097 pkt.] - 01.19 – T-ARA9. – „Lovey-Dovey”2. [8588 pkt.] - 01.26 – MBLAQ2. – „This Is War”1. [8865 pkt.] Luty - 02.02 – MBLAQ3. – „This Is War”2. [8869 pkt.] - 02.09 – FTISLAND5. – „Severely”1. [8637 pkt.] - 02.16 – Se7en7. – „When I Can’t Sing”1. [8876 pkt.] - 02.23 – FTISLAND6. – „Severely”2. [8689 pkt.] Marzec - 03.01 – miss A4. – „Touch”1. [8734 pkt.] - 03.08 – BIGBANG13. – „Blue”1. [9081 pkt.] - 03.15 – BIGBANG14. – „Fantastic Baby”1. [9096 pkt.] - 03.22 – BIGBANG15. – „Fantastic Baby”2. [9204 pkt.] - 03.29 – SHINee3. – „Sherlock•셜록 (Clue + Note)”1. [9081 pkt.] Kwiecień - 04.05 – CNBlue6. – „Hey You”1. [8864 pkt.] - 04.12 – Busker Busker1. – „Cherry Blossom Ending”1. [8577 pkt.] - 04.19 – Shinhwa5. – „Venus”1. [8810 pkt.] - 04.26 – brak programu <M! Countdown Hello Japan>(SISTAR1. – „Alone”)1. [8182 pkt.] Maj - 05.03 – 4minute4. – „Volume Up”1. [8105 pkt.] - 05.10 – Girls’ Generation-TTS1. – „Twinkle”1. [9355 pkt.] - 05.17 – Girls’ Generation-TTS2. – „Twinkle”2. [9357 pkt.] - 05.24 – Girls’ Generation-TTS3. – „Twinkle”3. [8831 pkt.] - 05.31 – brak programu (INFINITE4. – „The Chaser”)1. Czerwiec - 06.07 – INFINITE5. – „The Chaser”2. [8703 pkt.] - 06.14 – INFINITE6. – „The Chaser”3. [8422 pkt.] - 06.21 – f(x)5. – „Electric Shock”1. [9296 pkt.] - 06.28 – brak programu <Mnet 20's Choice Awards>(f(x)6. – „Electric Shock”)2. Lipiec - 07.05 – f(x)7. – „Electric Shock”3. [8940 pkt.] - 07.12 – Super Junior10. – „Sexy, Free & Single”1. [8837 pkt.] - 07.19 – Super Junior11. – „Sexy, Free & Single”2. [8658 pkt.] - 07.26 – Super Junior12. – „Sexy, Free & Single”3. [8432 pkt.] Sierpień - 08.02 – BEAST6. – „Beautiful Night”1. [8696 pkt.] - 08.09 – BEAST7. – „Beautiful Night”2. [8876 pkt.] - 08.16 – BEAST8. – „Beautiful Night”3. [8951 pkt.] - 08.23 – PSY3. – „Gangnam Style”1. [8423 pkt.] - 08.30 – PSY4. – „Gangnam Style”2. [8561 pkt.] Wrzesień - 09.06 – PSY5. – „Gangnam Style”3. [8637 pkt.] - 09.13 – KARA8. – „Pandora”1. [8515 pkt.] - 09.20 – FTISLAND7. – „I Wish”1. [7264 pkt.] - 09.27 – G-Dragon4. – „Crayon”1. [8924 pkt.] Październik - 10.04 – brak programu (G-Dragon5. – „Crayon”)2. - 10.11 – brak programu <M! Countdown Smile Thailand>(G-Dragon6. – „Crayon”) - 10.18 – Son Ga-in1. – „Bloom”1. [7533 pkt.] - 10.25 – brak programu <style Icon='' Awards='' 2012=''>(K.Will1. – „Please Don’t...”) Listopad - 11.01 – K.Will2. – „Please Don’t...”2. [8418 pkt.] - 11.08 – Lee Hi1. – „1,2,3,4”1. [7890 pkt.] - 11.15 – Lee Hi2. – „1,2,3,4”2. [8454 pkt.] - 11.22 – brak programu (Lee Hi3. – „1,2,3,4”)3. - 11.29 – brak programu (Lee Seung-gi7. – „Return”)1. Grudzień - 12.06 – brak programu (Lee Seung-gi8. – „Return”)2. - 12.13 – Lee Seung-gi9. – „Return”3. [8593 pkt.] - 12.20 – Yang Yo-seob1. – „Caffeine”1. [9267 pkt.] - 12.27 – brak programu (Yang Yo-seob2. – „Caffeine”)2. |

### 2013
| Lista zwycięzców |
| --- |
| Styczeń - 01.03 – Yang Yo-seob3. – „Caffeine”3. [9795 pkt.] - 01.10 – Girls’ Generation10. – „I Got a Boy”1. [10000 pkt.] - 01.17 – Girls’ Generation11. – „I Got a Boy”2. [9988 pkt.] - 01.24 – Girls’ Generation12. – „I Got a Boy”3. [8367 pkt.] - 01.31 – Baechigi1. – „Shower Of Tears”1. [8326 pkt.] Luty - 02.07 – SISTAR191. – „Gone Not Around Any Longer”1. [8086 pkt.] - 02.14 – SISTAR192. – „Gone Not Around Any Longer”2. [9642 pkt.] - 02.21 – SISTAR193. – „Gone Not Around Any Longer”3. [9140 pkt.] - 02.28 – SHINee4. – „Dream Girl”1. [9168 pkt.] Marzec - 03.07 – SHINee5. – „Dream Girl”2. [9459 pkt.] - 03.14 – SHINee6. – „Dream Girl”3. [8403 pkt.] - 03.21 – Lee Hi4. – „It’s Over”1. [8449 pkt.] - 03.28 – Davichi3. – „Just The Two Of Us”1. [7263 pkt.] Kwiecień - 04.04 – INFINITE7. – „Man In Love”1. [8810 pkt.] - 04.11 – Lee Hi5. – „Rose”1. [8802 pkt.] - 04.18 – PSY6. – „Gentleman”1. - 04.25 – brak programu <M! Countdown Nihao-Taiwan>(PSY7. – „Gentleman”)2. [8356 pkt.] Maj - 05.02 – PSY8. – „Gentleman”3. [8157 pkt.] - 05.09 – 4minute5. – „What’s Your Name?”1. [7923 pkt.] - 05.16 – 4minute6. – „What’s Your Name?”2. [8380 pkt.] - 05.23 – Shinhwa6. – „This Love”1. [8283 pkt.] - 05.30 – Shinhwa7. – „This Love”2. [8642 pkt.] Czerwiec - 06.06 – brak programu <Dream Concert 2013>(Shinhwa8. – „This Love”)3. - 06.13 – Lee Hyori6. – „Bad Girls”1. [6751 pkt.] - 06.20 – SISTAR2. – „Give It to Me”1. [7995 pkt.] - 06.27 – SISTAR3. – „Give It to Me”2. [8430 pkt.] Lipiec - 07.04 – SISTAR4. – „Give It to Me”3. [8417 pkt.] - 07.11 – Dynamic Duo1. – „BAAAM”1. [7193 pkt.] - 07.18 – brak programu <Mnet 20's Choice Awards>(2NE110. – „Falling in Love”)1. - 07.25 – INFINITE8. – „Destiny”1. [7532 pkt.] Sierpień - 08.01 – BEAST9. – „Shadow”1. [8373 pkt.] - 08.08 – f(x)8. – „Rum Pum Pum Pum”1. [9079 pkt.] - 08.15 – 2NE111. – „Do You Love Me”1. [8017 pkt.] - 08.22 – EXO1. – „Growl”1. [8154 pkt.] - 08.29 – brak programu <M! Countdown What’s Up LA>(EXO2. – Growl”)2. Wrzesień - 09.05 – EXO3. – „Growl”3. [6817 pkt.] - 09.12 – G-Dragon7. – „Black”1. [6604 pkt.] - 09.19 – brak programu <Inczon Korean Music Wave 2013>(G-Dragon8. – „Black”)2. - 09.26 – G-Dragon9. – „Crooked”1. [7369 pkt.] Październik - 10.03 – Busker Busker2. – „Love, at first”1. [9419 pkt.] - 10.10 – Busker Busker3. – „Love, at first”2. [9415 pkt.] - 10.17 – IU2. – „The Red Shoes”1. [9052 pkt.] - 10.24 brak programu <style Icon='' Awards='' 2013=''>(IU3. – „The Red Shoes”)2. - 10.31 – SHINee7. – „Everybody”1. [6914 pkt.] Listopad - 11.07 – Trouble Maker4. – „Now”1. [7783 pkt.] - 11.14 – Trouble Maker5. – „Now”2. [8001 pkt.] - 11.21 – brak programu (miss A5. – „Hush”)1. - 11.28 – brak programu <2013 Mnet Asian Music Awards Replay>(2NE112. – „Missing You”)1. Grudzień - 12.05 – 2NE113. – „Missing You”2. [7982 pkt.] - 12.12 – Hyolyn1. – „One Way Love”1. [8044 pkt.] - 12.19 – EXO4. – „Miracles in December”1. [8878 pkt.] - 12.26 – brak programu (EXO5. – „Miracles in December”)2. |

### 2014
| Lista zwycięzców |
| --- |
| Styczeń - 01.02 – brak programu <M! Countdown 2014 New Year Special>(EXO6. – „Miracles in December”)3. - 01.09 – Rain7. – „30 SEXY”1. [6285 pkt.] - 01.16 – TVXQ15. – „Something”1. [9244 pkt.] - 01.23 – brak programu (TVXQ16. – „Something”)2. - 01.30 – brak programu (TVXQ17. – „Something”)3. Luty - 02.06 – Girl’s Day1. – „Something”1. [9047 pkt.] - 02.13 – Girl’s Day2. – „Something”2. [7332 pkt.] - 02.20 – Soyou1. & JunggiGo1. – „Some”1. [8272 pkt.] - 02.27 – Soyou2. & JunggiGo2. – „Some”2. [7252 pkt.] Marzec - 03.06 – Girls’ Generation13. – „Mr.Mr.”1. [9363 pkt.] - 03.13 – Girls’ Generation14. – „Mr.Mr.”2. [10000 pkt.] - 03.20 – 2NE114. – „Come Back Home”1. [8869 pkt.] - 03.27 – 2NE115. – „Come Back Home”2. [7585 pkt.] Kwiecień - 04.03 – brak programu <M! Countdown No. 1 Artist of Spring 2014>(4minute7. – „Whatcha Doin’ day”)1. [6555 pkt.] - 04.10 – Apink2. – „Mr. Chu”1. [8323 pkt.] - 04.17 – brak programu (Sinking of MV Sewol) (Akdong Musician1. – „200%”)1. - 04.24 – brak programu (Sinking of MV Sewol) (Akdong Musician2. – „200%”)2. Maj - 05.01 – brak programu (Sinking of MV Sewol) (Akdong Musician3. – „200%”)3. - 05.08 – Apink3. – „Mr. Chu”2. [9770 pkt.] - 05.15 – EXO-K1. – „Overdose”1. [9706 pkt.] - 05.22 – EXO-K2. – „Overdose”2. [8368 pkt.] - 05.29 – INFINITE9. – „Last Romeo”1. [6473 pkt.] Czerwiec - 06.05 – INFINITE10. – „Last Romeo”2. [7063 pkt.] - 06.12 – Taeyang7. – „Eyes, Nose, Lips”1. [7303 pkt.] - 06.19 – Taeyang8. – „Eyes, Nose, Lips”2. [9255 pkt.] - 06.26 – brak programu (BEAST10. – „Good Luck”)1. Lipiec - 07.03 – Taeyang9. – „Eyes, Nose, Lips”3. [8353 pkt.] - 07.10 – brak programu (K.Will3. – „Day 1”)1. - 07.17 – f(x)9. – „Red Light”1. [9772 pkt.] - 07.24 – <M! Countdown 10. Anniversary Special>B1A41. – „Solo Day”1. - 07.31 – SISTAR5. – „Touch My Body”1. [7359 pkt.] Sierpień - 08.07 – brak programu (SISTAR6. – „Touch My Body”)2. - 08.14 – brak programu <2 Nights in LA Special>(Block B1. – „H.E.R”)1. - 08.21 – WINNER1. – „Empty”1. [8005 pkt.] - 08.28 – WINNER2. – „Empty”2. [7986 pkt.] Wrzesień - 09.04 – SISTAR7. – „I Swear”1. [7661 pkt.] - 09.11 – Super Junior13. – „MAMACITA”1. [7638 pkt.] - 09.18 – WINNER3. – „Empty”3. [7042 pkt.] - 09.25 – Girls’ Generation-TTS4. – „Holler”1. [8751 pkt.] Październik - 10.02 – <Special Broadcast>Girls’ Generation-TTS5. – „Holler”2. - 10.09 – Ailee1. – „Don’t Touch Me”1. [7417 pkt.] - 10.16 – Roy Kim1. – „Home”1. [8596 pkt.] - 10.23 – Gaeko1. – „No Make Up”1. [6709 pkt.] - 10.30 – <Halloween & 400th Episode Highlight Broadcast>Epik High4. – „Happen Ending”1. Listopad - 11.06 – Epik High5. – „Happen Ending”2. [7209 pkt.] - 11.13 – Epik High6. – „Happen Ending”3. [7588 pkt.] - 11.20 – Kyuhyun1. – „At Gwanghwamun”1. [7947 pkt.] - 11.27 – brak programu (Kyuhyun2. – „At Gwanghwamun”)2. Grudzień - 12.04 – brak programu - 12.11 – brak programu - 12.18 – brak programu (Apink4. – „LUV”)1. - 12.25 – X-Mas Special (Apink5. – „LUV”)2. [7791 pkt.] |

### 2015
| Lista zwycięzców |
| --- |
| Styczeń - 01.01 – brak programu - 01.08 – EXID1. – „Up & Down”1. - 01.15 – EXID2. – „Up & Down”2. - 01.22 – Kim Jong-hyun1. – „Déjà-Boo”1. [6995 pkt.] - 01.22 – Mad Clown1. – „Fire”1. [7409 pkt.] Luty - 02.05 – Davichi4. – „Cry Again”1. [7238 pkt.] - 02.12 – INFINITE H1. – „Pretty”1. [7209 pkt.] - 02.19 – brak programu (4minute8. – „Crazy”1.) - 02.26 – 4minute9. – „Crazy”2. [8636 pkt.] Marzec - 03.05 – VIXX1. – „Love Equation”1. [8403 pkt.] - 03.12 – Shinhwa9. – „Sniper”1. - 03.19 – Shinhwa10. – „Sniper”2. [7965 pkt.] - 03.26 – Shinhwa11. – „Sniper”3. [8554 pkt.] Kwiecień - 04.02 – Red Velvet1. – „Ice Cream Cake”1. [8069 pkt.] - 04.09 – EXO7. – „Call Me Baby”1. [7745 pkt.] - 04.16 – EXO8. – „Call Me Baby”2. [7756 pkt.] - 04.23 – KCON Japan Special Episode - 04.30 – EXO9. – „Call Me Baby”2. [7652 pkt.] Maj - 05.07 – BTS1. – „I Need U”1. [6876 pkt.] - 05.14 – BIGBANG16. – „Loser”1. [9669 pkt.] - 05.21 – BIGBANG17. – „Loser”2. [8188 pkt.] - 05.28 – SHINee8., 9. – „View”1. [9037 pkt.] Czerwiec - 06.04 – SHINee9. – „View”2. [9762 pkt.] - 06.11 – BIGBANG18. – „Loser”3. [9669 pkt.] - 06.18 – EXO10. – „Love Me Right”1. [9238 pkt.] - 06.25 – BIGBANG19. – „Loser”4. [9124 pkt.] Lipiec - 07.02 – SISTAR8. – „Shake It”1. - 07.09 – BIGBANG20. – „Sober”1. [8487 pkt.] - 07.16 – Girls’ Generation15. – „Party”1. [10654 pkt.] - 07.23 – INFINITE11. – „Bad”1. [8851 pkt.] - 07.30 – Apink6. – „Remember”1. [9244 pkt.] Sierpień - 08.06 – BEAST11. – „YeY”1. - 08.13 – KCON LA Special Episode - 08.15 – KCON NY Special Episode - 08.20 – GD & TOP3. – „Zutter”1. [10741 pkt.] - 08.27 – Girls’ Generation16. – „Lion Heart”1. [9868 pkt.] Wrzesień - 09.03 – Girls’ Generation17. – „Lion Heart”1. [10988 pkt.] - 09.10 – Girls’ Generation18. – „Lion Heart”1. [10961 pkt.] - 09.17 – Red Velvet2. – „Dumb Dumb”1. [10085 pkt.] - 09.24 – Red Velvet3. – „Dumb Dumb”2. Październik - 10.01 – Soyou3. & Kwon Jeong-yeol1. – „Lean On Me”1. [7137 pkt.] - 10.08 – iKON1. – „Rhythm Ta”1. [7068 pkt.] - 10.15 – Taeyeon1. – „I”1. [10929 pkt.] - 10.22 – Taeyeon2. – „I”2. [9541 pkt.] - 10.29 – Taeyeon3. – „I”3. [10093 pkt.] Listopad - 11.05 – f(x)10. – „4 Walls”1. [10688 pkt.] - 11.12 – brak programu - 11.19 – f(x)11. – „4 Walls”2. - 11.26 – Dynamic Duo3. – „Jam”1. Grudzień - 12.03 – brak programu - 12.10 – brak programu - 12.17 – PSY9. – „Daddy”1. - 12.24 – PSY10. – „Daddy”2. - 12.31 – brak programu |

### 2016
| Lista zwycięzców |
| --- |
| Styczeń - 01.07 – PSY11. – „Daddy”3. [8433 pkt.] - 01.14 – iKON2. – „Dumb & Dumber”1. [10175 pkt.] - 01.21 – iKON3. – „Dumb & Dumber”2. [9499 pkt.] - 01.28 – iKON4. – „Dumb & Dumber”3. [8930 pkt.] Luty - 02.04 – GFRIEND1. – „Rough”1. [9424 pkt.] - 02.11 – GFRIEND2. – „Rough”2. - 02.18 – GFRIEND3. – „Rough”3. [8959 pkt.] - 02.25 – WINNER4. – „Sentimental”1. [9895 pkt.] Marzec - 03.03 – Taemin1. – „Press Your Number”1. [7771 pkt.] - 03.10 – MAMAMOO1. – „You’re the Best”1. [9528 pkt.] - 03.17 – Lee Hi6. – „Breathe”1. [8210 pkt.] - 03.24 – Red Velvet4. – „One of These Nights”1. [7922 pkt.] - 03.31 – GOT71. – „Fly”1. [7032 pkt.] Kwiecień - 04.07 – BTOB1. – „Remember That”1. [7140 pkt.] - 04.14 – CNBlue7. – „You’re So Fine”1. - 04.21 – Block B2. – „Toy”1. [9092 pkt.] - 04.28 – Jung Eun-ji1. – „Hopefully Sky”1. [8614 pkt.] Maj - 05.05 – TWICE1. – „Cheer Up”1. [10264 pkt.] - 05.12 – BTS2. – „Fire”1. [7692 pkt.] - 05.19 – TWICE2. – „Cheer Up”1. [9205 pkt.] - 05.26 – TWICE3. – „Cheer Up”2. [9095 pkt.] Czerwiec - 06.02 – Baek A-yeon1. – „So-So”1. - 06.09 – Baek A-yeon2. – „So-So”2. [7084 pkt.] - 06.14 – KCON France Special Episode - 06.16 – EXO11. – „Monster”1. [9877 pkt.] - 06.23 – EXO12. – „Monster”2. [10849 pkt.] - 06.30 – EXO13. – „Monster”3. Lipiec - 07.07 – SISTAR9. – „I Like That”1. [9519 pkt.] - 07.14 – Wonder Girls8. – „Why So Lonely”1. [8250 pkt.] - 07.21 – GFRIEND4. – „Navillera”1. [9154 pkt.] - 07.28 – GFRIEND5. – „Navillera”2. [9406 pkt.] Sierpień - 08.04 – GFRIEND6. – „Navillera”3. - 08.09 – KCON LA Special Episode - 08.11 – Hyuna1. – „How’s This?”1. [8403 pkt.] - 08.18 – I.O.I1. – „Whatta Man”1. [8158 pkt.] - 08.25 – EXO14. – „Lotto”1. [8310 pkt.] Wrzesień - 09.01 – EXO15. – „Lotto”2. [8150 pkt.] - 09.08 – BLACKPINK1. – „Whistle”1. [7330 pkt.] - 09.15 – brak programu (Red Velvet5. – „Russian Roulette”1.) - 09.22 – Red Velvet6. – „Russian Roulette”2. [9576 pkt.] - 09.29 – INFINITE12. – „The Eye”1. [7714 pkt.] Październik - 10.06 – GOT72. – „Hard Carry”1. [7994 pkt.] - 10.13 – SHINee10. – „1 of 1”1. [10023 pkt.] - 10.20 – Bangtan Boys3. – „Blood Sweat & Tears”1. [9852 pkt.] - 10.27 – I.O.I2. – „Very Very Very”1. Listopad - 11.03 – TWICE4. – „TT”1. [10511 pkt.] - 11.10 – TWICE5. – „TT”2. [8362 pkt.] - 11.17 – odcinek specjalny, nie ogłoszono zwycięzcy - 11.24 – odcinek specjalny, nie ogłoszono zwycięzcy Grudzień - 12.01 – brak programu - 12.08 – brak programu - 12.15 – SEVENTEEN1. – „Boom Boom”1. [6834 pkt.] - 12.22 – BIGBANG21. – „Fxxk It”1. [8535 pkt.] - 12.29 – brak programu |

### 2017
| Lista zwycięzców |
| --- |
| Styczeń - 01.05 – BIGBANG22. – „Fxxk It”2. [9750 pkt.] - 01.12 – BIGBANG23. – „Fxxk It”3. [10225 pkt.] - 01.19 – AKMU4. – „Last Goodbye”1. [6432 pkt.] - 01.26 – Seohyun1. – „Don’t Say No”1. [7411 pkt.] Luty - 02.02 – AOA1. – „Excuse Me”1. - 02.09 – Red Velvet7. – „Rookie”1. [10503 pkt.] - 02.16 – Red Velvet8. – „Rookie”2. [10903 pkt.] - 02.23 – BTS4. – „Spring Day”1. [10629 pkt.] Marzec - 03.02 – TWICE6. – „Knock Knock”1. [9942 pkt.] - 03.09 – Taeyeon4. – „Fine”1. [9747 pkt.] - 03.16 – TWICE7. – „Knock Knock”2. [9440 pkt.] - 03.23 – GOT73. – „Never Ever”1. [7976 pkt.] - 03.30 – HIGHLIGHT12. – „Plz Don’t Be Sad”1. Kwiecień - 04.06 – HIGHLIGHT13. – „Plz Don’t Be Sad”2. [8821 pkt.] - 04.13 – WINNER5. – „Really Really”1. [9216 pkt.] - 04.20 – WINNER6. – „Really Really”2. [8903 pkt.] - 04.27 – IU4. – „Palette”1. [7626 pkt.] Maj - 05.04 – IU5. – „Palette”2. - 05.11 – Hyukoh1. – „Tomboy”1. [7121 pkt.] - 05.18 – PSY12. – „I Luv It”1. [7843 pkt.] - 05.25 – TWICE8. – „Signal”1. Czerwiec - 06.01 – TWICE9. – „Signal”2. [8867 pkt.] - 06.08 – HIGHLIGHT14. – „Calling You”1. [9182 pkt.] - 06.15 – SEVENTEEN2. – „Don’t Wanna Cry”1. [8990 pkt.] - 06.22 – NCT 1271. – „Cherry Bomb”1. [7325 pkt.] - 06.29 – MAMAMOO2. – „Yes I Am”1. Lipiec - 07.06 – MAMAMOO3. – „Yes I Am”2. - 07.13 – MAMAMOO4. – „Yes I Am”3. [8163 pkt.] - 07.20 – Red Velvet9. – „Red Flavor”1. [10877 pkt.] - 07.29 – EXO16. – „Ko Ko Bop”1. [8982 pkt.] Sierpień - 08.03 – EXO17. – „Ko Ko Bop”2. [9003 pkt.] - 08.10 – EXO18. – „Ko Ko Bop”3. [9353 pkt.] - 08.17 – Wanna One1. – „Energetic”1. [10666 pkt.] - 08.24 – Wanna One2. – „Energetic”2. [10844 pkt.] - 08.31 – Wanna One3. – „Energetic”3. Wrzesień - 09.07 – Sunmi1. – „Gashina”1. [8486 pkt.] - 09.14 – EXO19. – „Power”1. [11000 pkt.] - 09.21 – GFRIEND7. – „Summer Rain”1. [10091 pkt.] - 09.28 – BTS5. – „DNA”1. [11000 pkt.] Październik - 10.05 – BTS6. – „DNA”2. [pkt.] - 10.12 – Specjalna transmisja BTS Countdown - 10.19 – NU’EST W1. – „Where You At”1. [9521 pkt.] - 10.26 – BtoB2. – „Missing You”1. [10330 pkt.] Listopad - 11.02 – BtoB3. – „Missing You”2. [9968 pkt.] - 11.09 – TWICE10. – „Likey”1. [10082 pkt.] - 11.16 – TWICE11. – „Likey”2. - 11.23 – Wanna One4. – „Beautiful”1. - 11.30 – brak programu Grudzień - 12.07 – brak programu - 12.14 – brak programu - 12.21 – TWICE12. – „Heart Shaker”1. [9776 pkt.] - 12.28 – TWICE13. – „Heart Shaker”2. |

### 2018
| Lista zwycięzców |
| --- |
| Styczeń - 01.04 – brak programu - 01.11 – Momoland1. – „Bboom Bboom”1. [7811 pkt.] - 01.18 – INFINITE13. – „Tell Me”1. [10554 pkt.] - 01.25 – Sunmi2. – „Heroine”1. [7919 pkt.] Luty - 02.01 – iKON5. – „Love Scenario”1. [7789 pkt.] - 02.08 – Red Velvet10. – „Bad Boy”1. [10032 pkt.] - 02.15 – Red Velvet11. – „Bad Boy”2. - 02.22 – Momoland2. – „Bboom Bboom”2. [8834 pkt.] Marzec - 03.01 – iKON6. – „Love Scenario”2. [8467 pkt.] - 03.08 – iKON7. – „Love Scenario”3. [8001 pkt.] - 03.15 – Mamamoo5. – „Starry Night”1. [9820 pkt.] - 03.22 – Mamamoo6. – „Starry Night”2. [7938 pkt.] - 03.29 – Wanna One5. – „Boomerang”1. [10805 pkt.] Kwiecień - 04.05 – Wanna One6. – „Boomerang”2. [9981 pkt.] - 04.12 – Winner7. – „Everyday”1. [9687 pkt.] - 04.19 – Twice14. – „What Is Love?”1. - 04.26 – Twice15. – „What Is Love?”2. [9360 pkt.] Maj - 05.03 – Winner8. – „Everyday”2. [7463 pkt.] - 05.10 – GFriend8. – „Time for the Moon Night”1. [10700 pkt.] - 05.17 – brak programu - 05.24 – (G)I-DLE1. – „Latata”1. [8183 pkt.] - 05.31 – BTS7. – „Fake Love”1. [11000 pkt.] Czerwiec - 06.07 – BTS8. – „Fake Love”2. [9666 pkt.] - 06.14 – Wanna One7. – „Light”1. [10320 pkt.] - 06.21 – Shinee11. – „I Want You”1. [11000 pkt.] - 06.28 – Blackpink2. – „Ddu-Du Ddu-Du”1. [8706 pkt.] Lipiec - 07.05 – Blackpink3. – „Ddu-Du Ddu-Du”2. - 07.12 – Blackpink4. – „Ddu-Du Ddu-Du”3. - 07.19 – Twice16. – „Dance the Night Away”1. [10933 pkt.] - 07.26 – Seventeen3. – „Oh My!”1. [8546 pkt.] Sierpień - 08.02 – Mamamoo7. – „Egotistic”1. [7731 pkt.] - 08.09 – iKON8. – „Killing Me”1. [7888 pkt.] - 08.16 – brak programu - 08.23 – Red Velvet12. – „Power Up”1. [8761 pkt.] - 08.24 – Special Edition (KCON LA 2018) - 08.30 – Red Velvet13. – „Power Up”2. [8444 pkt.] Wrzesień - 09.06 – (G)I-DLE2. – „Hann (Alone)”1. [7213 pkt.] - 09.13 – Sunmi3. – „Siren”1. [7624 pkt.] - 09.20 – Sunmi4. – „Siren”2. [7381 pkt.] - 09.27 – GOT74. – „Lullaby”1. Październik - 10.04 – GOT75. – „Lullaby”2. [10595 pkt.] - 10.11 – iKON9. – „Goodbye Road”1. - 10.18 – iKON10. – „Goodbye Road”2. [8286 pkt.] - 10.25 – NCT 1272. – „Regular”1. [10000 pkt.] Listopad - 11.01 – Monsta X1. – „Shoot Out”1. [6349 pkt.] - 11.08 – IZ*ONE1. – „La Vie en Rose”1. [10884 pkt.] - 11.15 – Twice17. – „Yes or Yes”1. [8695 pkt.] - 11.22 – brak programu - 11.29 – Wanna One8. – „Spring Breeze”1. Grudzień - 12.06 – Mino1. – „Fiancé”1. - 12.13 – brak programu - 12.20 – brak programu - 12.27 – Winner9. – „Millions”1. |

### 2019
| Lista zwycięzców |
| --- |
| Styczeń - 01.03 – Winner10. – „Millions”2. - 01.10 – Chungha1. – „Gotta Go”1. [9389 pkt.] - 01.17 – Apink7. – „%% (Eung Eung)”1. [7829 pkt.] - 01.24 – GFRIEND9. – „Sunrise”1. [7653 pkt.] - 01.31 – Seventeen4. – „Home”1. [9676 pkt.] Luty - 02.07 – Seventeen5. – „Home”2. - 02.14 – Seventeen6. – „Home”3. [6669 pkt.] - 02.21 – Itzy1. – „Dalla Dalla”1. [8527 pkt.] - 02.28 – Monsta X2. – „Alligator”1. [6801 pkt.] Marzec - 03.07 – Itzy2. – „Dalla Dalla”2. [6800 pkt.] - 03.14 – TXT1. – „Crown”1. [7612 pkt.] - 03.21 – Mamamoo8. – „Gogobebe”1. [9386 pkt.] - 03.28 – Mamamoo9. – „Gogobebe”2. [9907 pkt.] Kwiecień - 04.04 – Stray Kids1. – „Miroh”1. [5870 pkt.] - 04.11 – IZ*ONE2. – „Violeta”1. [10775 pkt.] - 04.18 – IZ*ONE3. – „Violeta”2. [10446 pkt.] - 04.25 – BTS9. – „Boy with Luv”1. [11000 pkt.] Maj - 05.02 – Twice18. – „Fancy”1. [11000 pkt.] - 05.09 – NU’EST1. – „Bet Bet”1. [11000 pkt.] - 05.16 – Oh My Girl1. – „The Fifth Season (SSFWL)”1. [8117 pkt.] - 05.23 – Winner11. – „Ah Yeah”1. [9245 pkt.] - 05.30 – Got76. – „Eclipse”1. Czerwiec - 06.06 – Lee Hi7. – „No One”1. [6663 pkt.] - 06.13 – Cosmic Girls1. – „Boogie Up”1. [6615 pkt.] - 06.20 – Ateez1. – „Wave”1. [5482 pkt.] - 06.27 – Red Velvet14. – „Zimzalabim”1. [9881 pkt.] Lipiec - 07.04 – Chungha2. – „Snapping”1. [9025 pkt.] - 07.11 – GFRIEND10. – „Fever”1. [7890 pkt.] - 07.18 – Chungha3. – „”2. [7210 pkt.] - 07.25 – Day61. – „Time of Our Life”1. Sierpień - 08.08 – Itzy3. – „Icy”1. [8087 pkt.] - 08.22 – Itzy4. – „Icy”2. [7356 pkt.] - 08.29 – Red Velvet15. – „Umpah Umpah”1. [9282 pkt.] Wrzesień - 09.05 – X11. – „Flash”1. [8629 pkt.] - 09.12 – X12. – „Flash”2. - 09.19 – X13. – „Flash”3. [10945 pkt.] - 09.26 – Seventeen7. – „Fear”1. [10800 pkt.] Październik - 10.03 – Twice19. – „Feel Special”1. [8815 pkt.] - 10.03 – Twice20. – „Feel Special”2. [9222 pkt.] - 10.03 – AB6IX1. – „Blind For Love”1. - 10.03 – Super Junior14. – „Super Clap”1. [8204 pkt.] - 10.03 – NU’EST2. – „Love Me”1. [6959 pkt.] Listopad - 11.07 – Monsta X3. – „Follow”1. [6427 pkt.] - 11.21 – Mamamoo10. – „Hip”1. - 11.28 – Mamamoo11. – „Hip”2. Grudzień - 12.19 – Stray Kids2. – „Levanter”1. - 12.26 – Golden Child1. – „Wannabe”1. |

## Triple Crown
Piosenka, która wygrała przez trzy kolejne tygodnie, zdobywa miano „Triple Crown” (kor. 트리플크라운). Po tym osiągnięciu utwór nie jest już notowany na liście.